# Джоя (лунный кратер)
Кратер Джоя (лат. Gioja), не путать с кратером Джой (лат. Joy) — крупный ударный кратер в области северного полюса на видимой стороне Луны. Название присвоено в честь полулегендарного изобретателя компаса Флавио Джоя (XIV век) и утверждено Международным астрономическим союзом в 1935 г. Образование кратера относится к нектарскому периоду.

## Описание кратера
Ближайшими соседями кратера являются кратер Бэрд на севере (кратер Джоя перекрывает юго-западную часть его вала); кратер Де Ситтер на юго-востоке, а также кратер Мейн на юго-юго-востоке. Селенографические координаты центра кратера 83°21′ с. ш. 1°46′ в. д. / 83,35° с. ш. 1,76° в. д., диаметр 42,5 км, глубина 1,63 км.
Кратер имеет близкую к циркулярной чашеобразную форму, умеренно разрушен. Острый высокий вал перекрыт множеством мелких кратеров. Высота вала над окружающей местностью достигает 1260 м в западной части и до 2150 м в месте примыкания к кратеру Бэрд, объем кратера составляет приблизительно 1300 км³. Дно чаши кратера ровное, испещрено множеством мелких кратеров, особенно заметна пара кратеров в северо-западной части чаши. Место центрального пика занимает невысокий хребет начинающийся в центре чаши и тянущийся к северному-северо-восточному участку внутреннего склона.

## Сателлитные кратеры
Отсутствуют.